# Abrămuț, Bihor
Abrămuț (în maghiară Vedresábrány) este un sat în comuna Petreu din județul Bihor, Crișana, România.

## Așezare
Situat în sud-vestul Câmpiei Tășnadului, satul este străbătut de râul Barcău și de afluentul acestuia, Făncica.
În apropierea localității există două halte feroviare Abrămuț și Petreu).

## Istoric
În satul Abrămuț, menționat documentar prima dată în 1334, cu numele Mogosabraam, se află o biserică reformată (1643), în stil baroc.

## Economie
Activitatea economică are specific agrar (culturi de cereale, sfeclă de zahăr, plante tehnice și de nutreț, cartofi, legume, viticultura), la care se adaugă exploatarea petrolului.

## Atracții turistice
- Biserica ortodoxă „Sf Arhangheli Mihail și Gavriil” construită (în stil apusean gotic) între anii 1870-1875